# Sortir du nucléaire

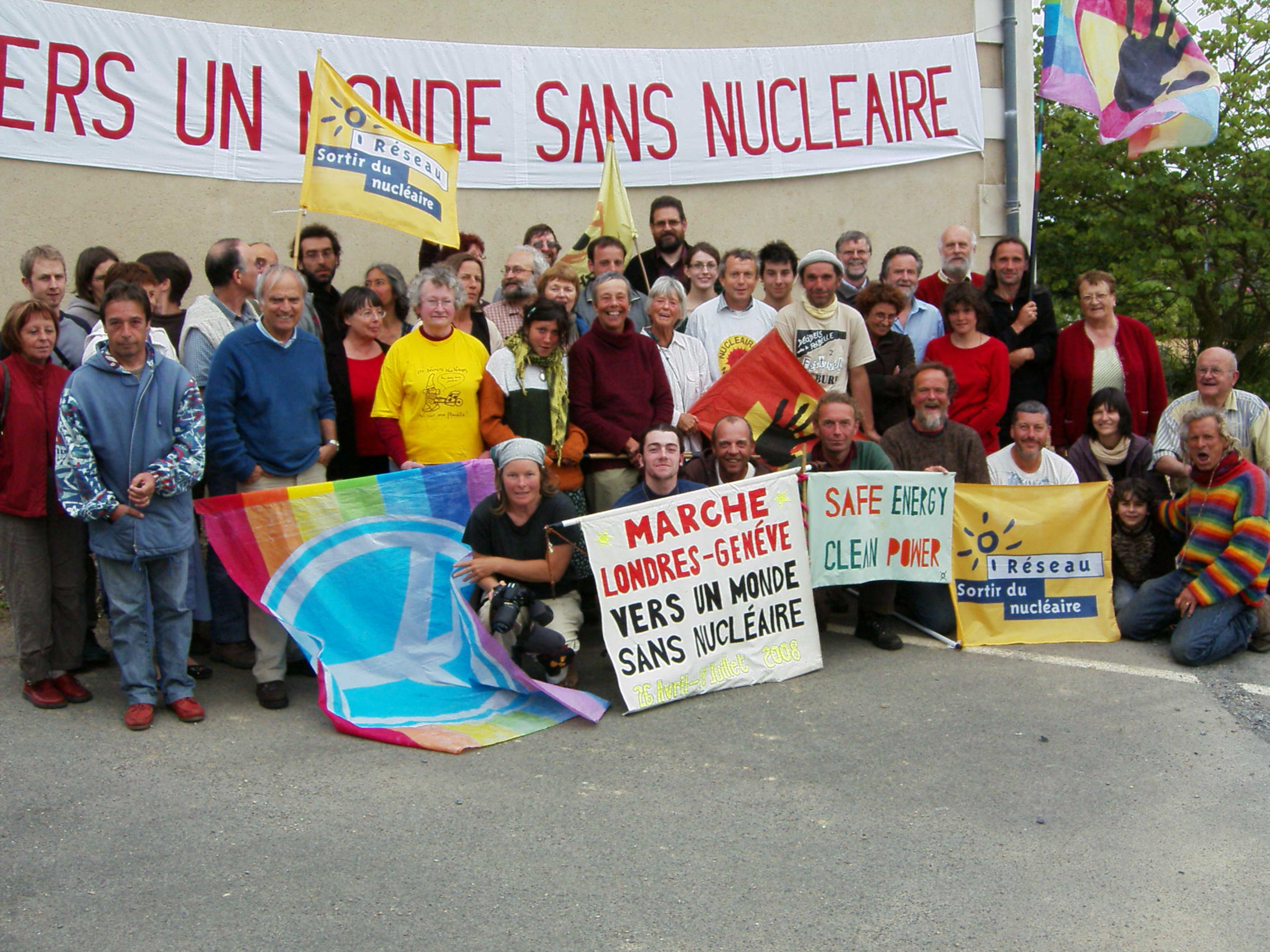
Sortir du nucléaire (gelbe Fahnen)

Das französische Netzwerk Sortir du nucléaire ist ein Zusammenschluss von mehr als 900 Anti-Atomkraft-Gruppen.
Sortir du nucléaire wurde 1997 aus Anlass der Stilllegung des schnellen Brüters Creys-Malville (Superphénix) gegründet.